# Pro D2
Pro D2 ist die zweithöchste Spielklasse der Männer im französischen Rugby Union. Diese zweite Stufe für Profimannschaften wurde 2000 eingeführt und steht unterhalb der Top 14. Sie wird im Auftrag des französischen Sportministeriums und der Fédération française de rugby von der Ligue nationale de rugby organisiert.

## Format
Es sind 16 Mannschaften beteiligt. Seit der Saison 2016/17 wird die Meisterschaft in zwei Phasen ausgetragen:
- eine Phase mit "normalem" Ligabetrieb mit Hin- und Rückspiel
- eine Playoff-Phase mit den besten sechs Mannschaften des Ligabetriebs.

Nach der Liga-Phase sind die ersten beiden Mannschaften direkt für das Halbfinale qualifiziert; sie haben auch das Heimrecht. Die drittplatzierte Mannschaft trifft auf die sechstplatzierte, die viertplatzierte auf die fünftplatzierte. Die Gewinner sind für das Halbfinale qualifiziert. Der Gewinner des Endspiels ist Meister und steigt direkt in die erste Liga, Top 14 auf. Die andere Mannschaft tritt in einem Relegationsspiel gegen den 13ten der Top 14 an und kann so ebenfalls aufsteigen.
Die beiden Letztplatzierten aus dem Ligabetrieb steigen in die Nationale ab.

## Mannschaften
Die folgenden 16 Mannschaften spielen in der Saison 2025/26 in der Pro D2:
| Mannschaft          | Stadion                     | Plätze | Stadt/Département                 |
| ------------------- | --------------------------- | ------ | --------------------------------- |
| SU Agen             | Stade Armandie              | 14.100 | Agen, Lot-et-Garonne              |
| Stade Aurillacois   | Stade Jean-Alric            | 07.946 | Aurillac, Cantal                  |
| AS Béziers          | Stade Raoul-Barrière        | 18.755 | Béziers, Hérault                  |
| Biarritz Olympique  | Parc des Sports d’Aguiléra  | 13.341 | Biarritz, Pyrénées-Atlantiques    |
| CA Brive            | Stade Amédée-Domenech       | 14.759 | Brive-la-Gaillarde, Corrèze       |
| US Carcassonne      | Stade Albert-Domec          | 10.200 | Carcassonne, Aude                 |
| Colomiers Rugby     | Stade Michel-Bendichou      | 06.950 | Colomiers, Haute-Garonne          |
| US Dax              | Stade Maurice-Boyau         | 07.412 | Dax, Landes                       |
| FC Grenoble         | Stade des Alpes             | 20.068 | Grenoble, Isère                   |
| Stade Montois       | Stade André-et-Guy-Boniface | 12.212 | Mont-de-Marsan, Landes            |
| USON Nevers Rugby   | Stade du Pré Fleuri         | 07.356 | Sermoise-sur-Loire, Nièvre        |
| Oyonnax Rugby       | Stade Charles-Mathon        | 11.150 | Oyonnax, Ain                      |
| Provence Rugby      | Stade Maurice-David         | 08.727 | Aix-en-Provence, Bouches-du-Rhône |
| Soyaux Angoulême XV | Stade Chanzy                | 08.000 | Angoulême, Charente               |
| Valence Romans DR   | Stade Georges-Pompidou      | 14.570 | Valence, Drôme                    |
| RC Vannes           | Stade de la Rabine          | 11.865 | Vannes, Morbihan                  |

## Meister Pro D2
- 2000/01: US Montauban
- 2001/02: Stade Montois
- 2002/03: Montpellier RC
- 2003/04: FC Auch
- 2004/05: RC Toulon
- 2005/06: US Montauban
- 2006/07: FC Auch
- 2007/08: RC Toulon
- 2008/09: Racing Métro 92
- 2009/10: SU Agen
- 2010/11: Lyon Olympique Universitaire
- 2011/12: FC Grenoble
- 2012/13: US Oyonnax
- 2013/14: Lyon Olympique Universitaire
- 2014/15: Section Paloise
- 2015/16: Lyon Olympique Universitaire
- 2016/17: US Oyonnax
- 2017/18: USA Perpignan
- 2018/19: Aviron Bayonnais
- 2019/20: kein Meister
- 2020/21: USA Perpignan
- 2021/22: Aviron Bayonnais
- 2022/23: US Oyonnax
- 2023/24: RC Vannes
- 2024/25: US Montauban